# Dirk Jan van Hameren
Theodorus Johannes Antonius Maria „Dirk Jan“ van Hameren (* 14. Juli 1965 in Leiden) ist ein ehemaliger niederländischer Bahnradsportler.
Dirk Jan van Hameren gehörte in den 1990er Jahren zu den besten niederländischen Bahnradsportlern in den Kurzzeitdisziplinen. Insgesamt errang er neun nationale Titel in den Disziplinen Sprint, 1000-Meter-Zeitfahren und Keirin. Zweimal – 1992 und 1996 – nahm er an Olympischen Spielen teil. 1992 wurde er Neunter im Zeitfahren, 1996 belegte er Platz zwölf.